# Тыхта (Прокопьевский район)
Тыхта — посёлок в Прокопьевском районе Кемеровской области. Входит в состав Кузбасского сельского поселения.

## География
Центральная часть населённого пункта расположена на высоте 329 м над уровнем моря.

## Население
| 2010 |
| ---- |
| 180  |

### Половой состав
По данным Всероссийской переписи населения 2010 года, в посёлке Тыхта проживало 180 человек (82 мужчины, 98 женщин).